# ロヴァニエミ (小惑星)
ロヴァニエミ (1518 Rovaniemi) は小惑星帯に位置する小惑星。フィンランド南西部の都市トゥルクで、ユルィヨ・バイサラによって発見された。
フィンランドの北部に位置する都市、ロヴァニエミに因んで命名された。